# Intruders
Intruders is een Amerikaans-Brits-Spaanse thriller-horrorfilm uit 2012 onder regie van Juan Carlos Fresnadillo. De productie werd genomineerd voor Goya Awards voor beste special effects en beste bijrolspeelster (Pilar López de Ayala) en de Golden Trailer Award voor beste filmposter van een horrorfilm.

## Verhaal
De zevenjarige Juan heeft nachtmerries over een indringer met een misvormd gezicht. Zijn moeder roept de hulp in van een geestelijke, maar die staat machteloos. Als de indringer is uitgeschakeld, schrijft Juan het verhaal op. De Engelse Mia vindt de aantekeningen en door zijn naam uit te spreken, brengt ze 'Hollow Face' weer tot leven. Haar vader bindt de strijd met hem aan, maar op de beelden van de beveiligingscamera is geen indringer te zien.

## Rolverdeling
- Clive Owen - John Farrow
- Carice van Houten - Susanna
- Ella Purnell - Mia Farrow
- Pilar López de Ayala - Luisa
- Izan Corchero - Juan
- Daniel Brühl - vader Antonio